# Mościce (gmina)

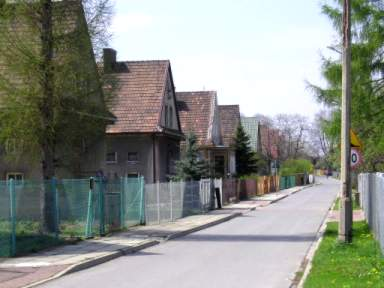
Mościce

Mościce – dawna gmina wiejska istniejąca w latach 1934–1954 w województwie krakowskim (dzisiejsze woj. małopolskie). Siedzibą władz gminy były Mościce (obecnie dzielnica Tarnowa), a następnie Tarnów.
Wiejska gmina zbiorowa Mościce została utworzona 1 sierpnia 1934 roku w powiecie tarnowskim w woj. krakowskim z dotychczasowej jednostkowej gminy wiejskiej Mościce.
1 stycznia 1949 roku z gminy Gumniska wyłączono gromady Koszyce Wielkie, Zbylitowska Góra i Zgłobice, włączając je do gminy Mościce, po czym jednostka stała się gminą wielowioskową.
1 lipca 1951 z gminy Mościce wyłączono gromadę Mościce oraz przysiółek Czerwona z gromady Koszyce Wielkie, włączając je do Tarnowa.
Według stanu z dnia 1 lipca 1952 roku gmina Mościce składała się z 3 gromad: Koszyce Wielkie, Zbylitowska Góra i Zgłobice. 
Gmina została zniesiona 29 września 1954 roku wraz z reformą wprowadzającą gromady w miejsce gmin. Jednostki nie przywrócono 1 stycznia 1973 roku po reaktywowaniu gmin.